# Dos mujeres (telenovela)
Dos mujeres es una telenovela colombiana realizada por RTI Televisión historia original y libretos de Mauricio Miranda y Mauricio Navas, protagonizada antagónicamente por Amparo Grisales, junto a Carlos Mata y María Cecilia Botero y la participación antagónica de Roberto Escobar, en el año de 1997. Fue una historia de amor que se desarrolla en el mundo de la política en Colombia.

## Sinopsis
Laura Blanco de Urdaneta es una mujer poderosa en el ramo político, tiene una gran contrincante que se llama Bárbara Sinisterra quien engaña a su esposo Francisco Pizarro, ya que como dice ella "No comparte sus aspiraciones de poder", además están juntos porque Francisco no quiere que su hijo Daniel de 10 años crezca en una familia separada. Por otra parte, Laura tiene su hogar el cual no marcha muy bien, debido a que su marido Tomás Urdaneta, quien es un alcohólico que vive acomplejado y envidiando sus triunfos a nivel profesional y con dos hijas: Carolina una adolescente rebelde y conflictiva y María una niña de 10 años retraída y sin amigos, ambas completamente solas por la falta de atención de sus padres que están a punto de separarse. Estas situaciones serán aprovechadas por su compañero de campaña política José Hilario Mendoza para tomar el control de su propio partido político, para desprestigiarla y destruir su ascenso hacia la presidencia siendo el único candidato. Laura conoce a Francisco quien se iba a suicidar ya que su mujer lo abandonó. Laura se enamora de Francisco quienes comienzan un romance, sin imaginar que es el esposo de su peor enemiga en la política. Bárbara realizará un viaje al extranjero al cual se llevará a su hijo y Francisco su padre desea evitarlo, además Laura al parecer está embarazada y no exactamente de su marido. Dos mujeres bellas, poderosas y enemigas envueltas en un triángulo de amor se enfrascarán entonces en una guerra sin tregua, donde un hombre deberá elegir entre el verdadero amor y la lealtad o el poder y el orgullo.

## Elenco
- Amparo Grisales .... Barbara Sinisterra
- María Cecilia Botero .... Laura Blanco de Urdaneta
- Carlos Mata .... Francisco Pizarro
- Roberto Escobar .... José Hilario Mendoza
- Gerardo Calero .... Tomás Urdaneta
- Zharick León .... Carolina Urdaneta Blanco
- Andrés Juan Hernández .... Novio de Carolina
- Sasha Rufell .... Daniel Pizarro Sinisterra
- María Alejandra Pinzón .... María Urdaneta Blanco
- Helios Fernández .... Aquiles Sanpedro
- Diego Vélez .... Gregorio Papadopolus
- Enrique Tobon .... Eliecer Blanco
- Juan Pablo Shuk .... Guillermo Ángel
- Kika Child .... Alexandra Buitrago
- Ana María Martin .... Esperanza Blanco
- Andrés Felipe Martínez .... Rodolfo Plata
- Felipe Calero .... Wilmer
- Luis Fernando Orozco
- Martha Liliana Ruiz
- Alfonso Ortiz
- Constanza Duque
- Margalida Castro
- Kenny Delgado
- Luis Alberto García
- Samara de Córdova
- Luis Eduardo Motoa
- Silvia de Dios
- Valentina López
- Alejandro León